# 金太郎小黑異菊虎
金太郎小黑異菊虎（Lycocerus kintaroi）為菊虎科異菊虎屬下的一個種。

## 物種描述
本種複眼黑色，頭部黑色，觸角黑褐色至黑色，大顎黃褐色，前胸背板黑色而邊緣帶黃色，翅鞘黑色而肩部具窄細黃紋，足黑色，前胸、中胸、後胸腹板和腹部可見板片黑色，但腹部可見板片邊緣為黃褐色。體覆柔軟帶蒼白細毛，頭楯前緣嵌著蒼白刺毛，觸角、翅鞘及足混雜著帶蒼白色刺毛。 雄性：頭約長寬相等，頭後部稍具凹陷，延著頭楯端緣和眼前側區凹平，表面密布淺點刻且略具光澤，頭楯端緣弓形並於中央略為凹陷，眼不大，渾圓而不太突出，下唇鬚末節圓斧狀，小顎鬚末節圓斧狀並有點細長，觸角細長，直至翅鞘一半長度，所有觸角小節不具縱溝。前胸背板近於正方形，前緣和後緣呈弓形，側緣輕微呈波浪狀，前緣角圓弧形，後緣角圓鈍，盤區後側區突起而前側區凹陷，後半部中央有明顯縱溝，表面光滑而具有光澤，小楯片三角形而端部圓弧。翅鞘兩側近於平行，表面密布細微點刻而具有光澤。足細長，腿節幾乎筆直，脛節除了基部稍微彎曲外幾乎筆直，爪式簡單。
目前本種的雌蟲形態尚未發現。本種前胸背板全黑但邊緣帶黃色、翅鞘黑色而肩部具窄細黃紋、陽莖側突之背板寬而端部橫截狀，側骨突極短，側面觀短於背板甚多，此些特徵可與本種群其餘成員區分。

## 棲地與分布
本種目前僅知分布於台灣，分布於台灣南部海拔1000公尺左右山區。

## 分類學
本種為菊虎科異菊虎屬下的一個種。

## 發現過程
2016年，台灣大學昆蟲系楊平世教授、柯俊成教授，及學生蕭昀等人，和日本倉敷市立自然史博物館奧島雄一合作，發表了四新種菊虎科甲蟲。其中一種則以採集者，亦是日本著名昆蟲專家馬場金太郎博士命名。其餘三種分別命名為橙胸小黑異菊虎、福音小黑異菊虎，和奕霆紋繪異菊虎。